# Australie au Concours Eurovision de la chanson 2018
L'Australie est l'un des quarante-trois pays participants du Concours Eurovision de la chanson 2018, qui se déroule à Lisbonne au Portugal. Le pays est représenté par Jessica Mauboy et sa chanson We Got Love, sélectionnées en interne par le diffuseur SBS. Le pays se classe 20e lors de la finale, obtenant 99 points.

## Sélection
La participation du pays est confirmée par le diffuseur SBS le 24 août 2017.
Après plusieurs rumeurs exprimant une possible sélection nationale, il est finalement annoncé que l'artiste qui représentera l'Australie à l'Eurovision 2018 sera sélectionné en interne.
Le 11 décembre 2017, le diffuseur australien annonce que Jessica Mauboy représentera le pays au Concours. Sa chanson, intitulée We Got Love, est présentée le 8 mars 2018.

## À l'Eurovision
L'Australie participe à la deuxième demi-finale, le 10 mai 2018. Elle se classe 4e lors de celle-ci, recevant 212 points, et se qualifie ainsi pour la finale du 12 mai. Classée 12e par les jurys avec 90 points, elle termine à la 26e et dernière place du télévote avec seulement 9 points. Elle ne se classe finalement que 20e avec 99 points. C'est le plus mauvais classement de l'Australie depuis ses débuts en 2015.